# 둥다차오역

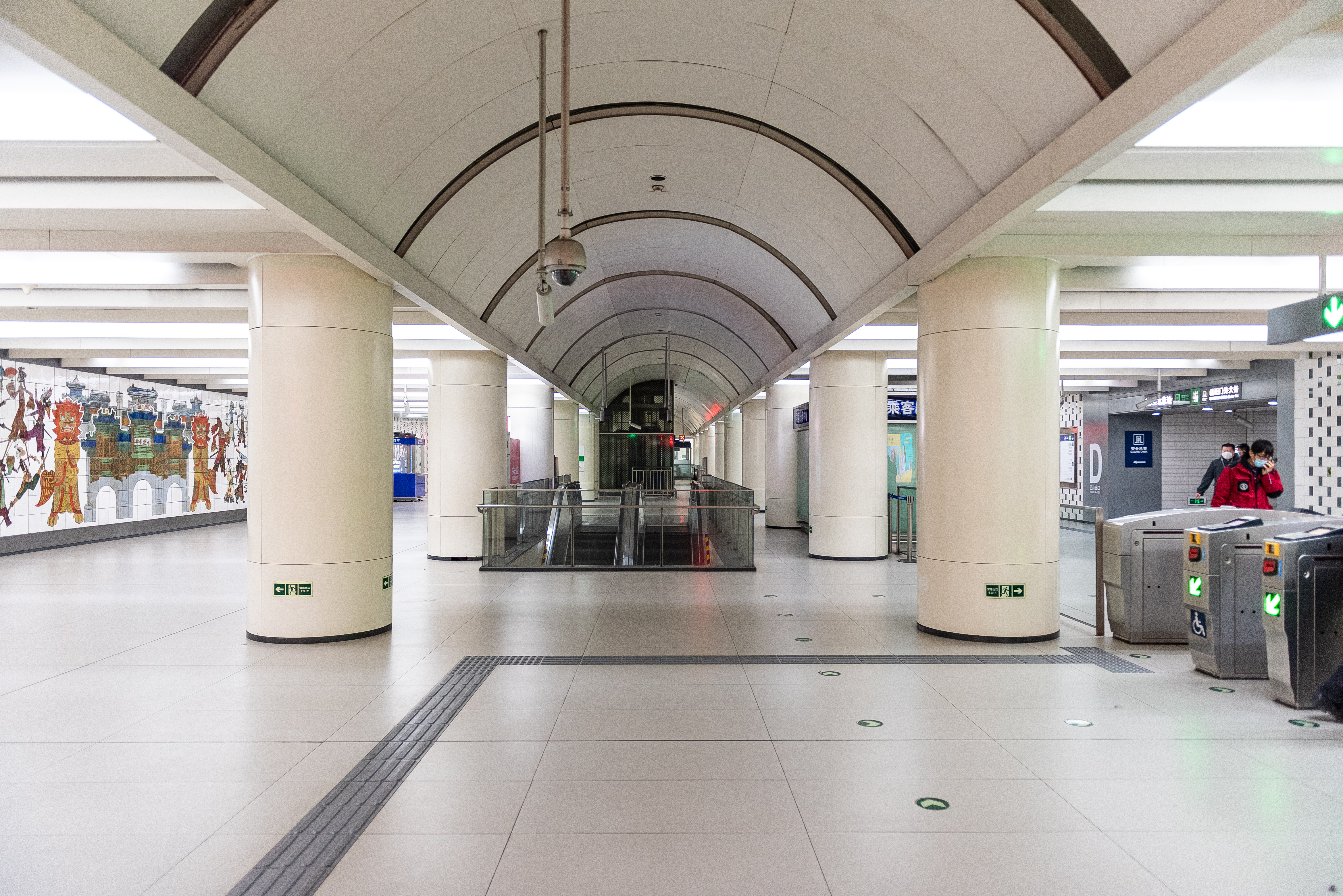
둥다차오역 6호선 대합실(2021년 1월)

둥다차오역(중국어: 东大桥站)은 중국 베이징시 차오양구 차오와이 가도와 후자루 가도와의 경계에 있는 차오양먼 외대가, 차오양북로, 노동자 경기장 동로, 둥다차오로, 광둥뎬 북가, 차오양로 교차로에 위치한 베이징 지하철 6호선과 건설 중인 17호선, 22호선 및 28호선의 환승역으로, 베이징 지하철의 최초 4선 환승역이 될 예정이다.

## 위치
둥다차오역은 동2환과 동3환 사이에 위치하며, 궁티 동로-둥다차오로(남북방향)와 차오양먼 외대가(서-남동방향), 차오양 북로(여기서 동쪽으로)의 교차로 동쪽에 있으며, 차오양 북로 지하에 동서로 배치되어 있다.

## 역 구조
둥다차오역은 지하 2층에, 일부는 1층이며, 섬식 승강장으로 설계된 2주 3경간 구조이며, 역공사의 총길이는 255m이다. 17호선역은 6호선역과 T자형으로 배치되어 통로를 통해 환승되고, 핑구선역은 지하 5층 2주 3경간 구조로 28호선과 상하로 겹치며 28호선은 위에, 핑구선은 아래에 있다.:41
| 지면층          | 출구                            | A—D출구                          |
| 지하 1층        | 대합실                          | 고객 센터, 개집표기              |
| 지하 2층 승강장 | ←                               | ■ 6호선 진안차오 방면 (차오양먼) |
| 지하 2층 승강장 | 섬식 승강장, 왼쪽 출입문이 열림 |                                  |
| 지하 2층 승강장 | →                               | ■ 6호선 루청 방면(후자러우)      |

## 출입구
|                         |                                         |                                                                                              |      |  |
|                         |                                         |                                                                                              |      |  |
|                         |                                         |                                                                                              |      |  |
|                         |                                         |                                                                                              |      |  |
| 출구                    | 지시                                    | 출구 인근                                                                                    | 사진 |  |
| 出口 · A                | 노동자 스포츠 센터 동로(工人体育场东路) | 노동자 스포츠 센터 동로(동측), 노동자 스포츠 센터 남로, 차오양먼 외대가, 노동자 경기장       |      |  |
| 出口 · B                | 차오양 북로(朝阳北路)                   | 차오양 북로(북측), 난싼리툰로, 노동자 스포츠 센터 남로, 허타오위안베이리, 베이징 차오양 병원 |      |  |
| 出口 · D · 1            | 차오양먼 외대가(朝阳门外大街)           | 차오양 북로(朝阳北路), 관둥뎬 북가, 차오양먼 외대가                                          |      |  |
| 出口 · D · 2            | 차오양먼 외대가(朝阳门外大街)           | 차오양먼 외대가, 둥다차오로, 중준스제청(中骏世界城)                                          |      |  |
| 아이콘 설명: 엘리베이터 |                                         |                                                                                              |      |  |

## 교통 환승
둥다교는 현재 베이징 동부의 중요한 대중교통 환승 중심지이며, 현재의 정류장은 교차로 북동쪽 모퉁이, 시민광장 북쪽에 위치하며, 6호선역 북쪽에 있는 2개의 출구와 연결된다.